# Gießener Kunstweg
Der Gießener Kunstweg ist ein Skulpturenweg auf dem Campus der Justus-Liebig-Universität Gießen. Er befindet sich zwischen den Bereichen Philosophikum I und Philosophikum II und führt von der neuen Mensa (Otto-Behaghel-Straße) zum Haus C am Philosophikum II (Karl-Glöckner-Straße). Insgesamt sind 15 Kunstwerke international tätiger Künstler zu sehen, von denen 13 im Freien aufgestellt sind. Die anderen beiden befinden sich innerhalb der Universitätsbibliothek.
1982 wurde der Kunstweg begonnen und seitdem ständig erweitert. Gottfried Boehm, damals Professor für Kunstgeschichte an der Gießener Universität, schlug die Errichtung dieses Projekts vor und der hessische „Sonderbaufonds zur künstlerischen Gestaltung und Ausstattung von Gebäuden und Anlagen des Landes“ übernahm die Finanzierung.

## Kunstwerke
In der nachfolgenden Tabelle werden die Kunstwerke in ihrer räumlichen Abfolge von der neuen Mensa zum Philosophikum II dargestellt:
| Objektname           | Künstler            | Entstehungsjahr | Aufstellung im Kunstweg/Ort (Geokoordinate) | Abmessungen                                           | Material       | Foto |
| -------------------- | ------------------- | --------------- | ------------------------------------------- | ----------------------------------------------------- | -------------- | ---- |
| Mann im Turm         | Stephan Balkenhol   | 1992            | 1992 / ⊙                                    | Höhe: 7,5 m (Figur: 1,9 m)                            | Stahl, Holz    |      |
| Wagengruppe          | Bruno K.            | 1989            | 1989/ ⊙                                     | Fläche: 8 m × 5,5 m, Figuren je ca. 1,5 m × 1 m × 2 m | Stahl          |      |
| Räderwerk Nord       | Vincenzo Baviera    | 1986–1990       | 1986–1990 / ⊙                               | 3 m × 11 m × 3,3 m                                    | Stahl, Beton   |      |
| Kopf                 | Michael Croissant   | 1986            | 1986 / ⊙                                    |                                                       | Eisen          |      |
| Wiehernder Hengst    | Gerhard Marcks      | 1961            | ⊙                                           |                                                       | Bronze         |      |
| Tor                  | Ulrich Rückriem     | 1984            | 1984 / ⊙                                    | 2,67 m × 2,20 m × 0,78 m                              | Granit         |      |
| Josefslegende        | HAP Grieshaber      | 1970            | 1983                                        |                                                       | Linolschnitt   |      |
| Marmor, Nr. 126      | Peter Knapp         | 1973            | 1984                                        | 80 cm × 100 cm × 20 cm                                | Marmor         |      |
| Figur                | Hans Steinbrenner   | 1986            | 1986 / ⊙                                    | 210 cm × 77 cm × 40 cm                                | Kalkstein      |      |
| Erhöhte Abstufung    | Claus Bury          |                 | 1996 / ⊙                                    |                                                       | Stahl          |      |
| Giessen              | Per Kirkeby         |                 | 1996 / ⊙                                    |                                                       | Backstein      |      |
| Stein zur Meditation | Karl Prantl         |                 | 1982 / ⊙                                    |                                                       | Stein          |      |
| Säule mit Kugel      | Ernst Hermanns      | 1977            | 1985 / ⊙                                    | 2,55 m × 85,5 m                                       | Metall         |      |
| Marken               | Norbert Radermacher | 2004            | 2004 / ⊙                                    |                                                       | Pflastersteine |      |
| Religiöse Figur      | Karl Bobek          | 1967            | 1989 / ⊙                                    | 2,05 m × 0,51 m                                       | Bronze         |      |

- Karte mit allen Koordinaten:
- OSM |
- WikiMap